# 戸崎誠喜
戸崎 誠喜（とざき せいき、1910年（明治43年）3月18日 - 2006年（平成18年）7月3日）は、日本の実業家、伊藤忠商事社長・会長を歴任。

## 経歴
1910年（明治43年）熊本市新町に末吉の長男として生まれる。1934年（昭和9年）東京商科大学（現 一橋大学）卒、伊藤忠商事へ入社。繊維製品担当として大阪船場で活動。1939年（昭和14年）オーストラリア駐在。1941年（昭和16年）8月帰国。1945年（昭和20年）ハノイ支店長代理。1947年（昭和22年）福岡支店。1948年（昭和23年）8月東京支店繊維課長、穀物部長代理、東京支店長代理。1952年（昭和27年）米国ポートランド駐在。
1954年（昭和29年）伊藤忠アメリカ社長兼ニューヨーク事務所長。1959年（昭和34年）取締役に就任。1961年（昭和36年）代表取締役常務に就任。1964年（昭和39年）帰国、代表取締役専務に就任。1968年（昭和43年）代表取締役副社長に就任。1974年（昭和49年）6月代表取締役社長に就任。1977年には、経営危機に陥っていた安宅産業を合併する。1983年（昭和58年）代表取締役を退いて会長に就任。1987年（昭和62年）会長を退任。
2006年（平成18年）7月3日、老衰のため自宅で死去、享年96。死後、正四位に叙された。
その他、いすゞ自動車顧問、日本錦糸布輸出組合理事長、日本貿易会副会長、経済団体連合会常任理事、関税率審議会・国民生活安定審議会各委員などを歴任した。

## 受章・受賞
- 1972年（昭和47年） - 藍綬褒章受章。
- 1980年（昭和55年） - 勲二等旭日重光章受章。

## 参考
- 『日本紳士録』第69版、交詢社、1986年。